# ダウンタウン (1990年の映画)
ダウンタウン（英：Downtown）は、1990年の映画20世紀フォックスが配給。監督はリチャード・ベンジャミンで、出演はアンソニー・エドワーズ、フォレスト・ウィテカー。日本ではビデオスルーであり、ビデオならびにDVDは2018年1月の時点で廃盤となっている。

## ストーリー
上司とのもめ事でダウンタウンの警察署に異動になった白人の新米刑事アレックス・カーニーと一匹狼の黒人ベテラン刑事デニス・カーレンの二人が様々な事件を解決していく。

## キャスト
※括弧内は日本語吹替
- アレックス・カーニー - アンソニー・エドワーズ（堀内賢雄）
- デニス・カーレン - フォレスト・ウィテカー（島香裕）
- ローリ・ミッチェル - ペネロープ・アン・ミラー（伊藤美紀）
- ジェローム・スイート - デヴィッド・クレノン（仁内建之）
- ホワイト - ジョー・パントリアーノ（西川幾雄）
- ヘンリー・コールマン警部 - アート・エヴァンス（峰恵研）
- ミッキー・ウィトリン - リック・アイエロ（荒川太郎）
- クリスティン・カーレン - キンバリー・スコット（秋元千賀子）
- ベン・グラス警視 - フランク・マッカーシー（石森達幸）
- ルイーザ・ディアス - ワンダ・デ・ジーザス（滝沢ロコ）
- マーカス・ヴァレンタイン - グレン・プラマー（高宮俊介）
- その他吹き替え - 笹岡繁蔵、稲葉実、茶風林、辻親八、中博史、叶木翔子